# Championnats d'Afrique de pentathlon moderne 2019
Navigation
Édition précédente
Les championnats d'Afrique de pentathlon moderne 2019 ont lieu du 21 au 24 février 2019 au Caire, en Égypte. Les vainqueurs des épreuves individuelles masculines et féminines se qualifient directement pour les Jeux olympiques d'été de 2020 à Tokyo.

## Médaillés
Les médaillés de ces championnats d'Afrique sont :
| Individuel hommes  | Sherif Nazeir (EGY)                               | Mohanad Shaban (EGY)      | Sherif Rashad (EGY) |  |  |  |
| Par équipes hommes | Égypte Sherif Nazeir Mohanad Shaban Sherif Rashad |                           |                     |  |  |  |
|                    |                                                   |                           |                     |  |  |  |
| Individuel femmes  | Haydy Morsy (EGY)                                 | Alida van der Merwe (RSA) | Amira Kandil (EGY)  |  |  |  |
| Par équipes femmes | Égypte Haydy Morsy Amira Kandil Sondos Aboubakr   |                           |                     |  |  |  |

## Tableau des médailles
| Rang  | Nation         | Or | Argent | Bronze | Total |
| ----- | -------------- | -- | ------ | ------ | ----- |
| 1     | Égypte         | 4  | 1      | 2      | 7     |
| 2     | Afrique du Sud | 0  | 1      | 0      | 1     |
| Total | Total          | 4  | 2      | 2      | 8     |